# Llengua natural
Una llengua natural és una varietat lingüística o forma de llenguatge humà amb finalitats comunicatives que està dotat d'una sintaxi i que obeeix suposadament els principis d'economia i optimitat. Les llengües naturals usualment estan basades en símbols sonors, però també poden existir llengües basades en senyals.
En la sociolingüística s'empra, també, a més del terme llengua natural, la denominació llengua ètnica, en contraposició a llengua planificada, com l'esperanto. La llengua ètnica evoluciona emmarcada per una cultura de parlants nadius (als quals se n'hi han afegit de nouvinguts) que utilitzen aquesta llengua amb una finalitat comunicativa. D'aquesta forma, es distingeix entre idiomes com el xinès mandarí, el català i l'anglès, les quals són llengües ètniques; i l'esperanto o el volapük, a les quals se'ls denomina llengües planificades o construïdes. Una llengua planificada també pot adquirir una cultura, com és el cas de l'esperanto. Així, doncs, tant les llengües naturals o ètniques com les planificades poden complir igualment amb els requisits de posseir sintaxi i principis d'economia que les facin aptes per a la comunicació humana.